# دبنوو
دبنوو (به بلغاری: Debnevo) یک منطقهٔ مسکونی در بلغارستان است که در شهرستان ترویان واقع شده‌است.